# Natasha Vita-More

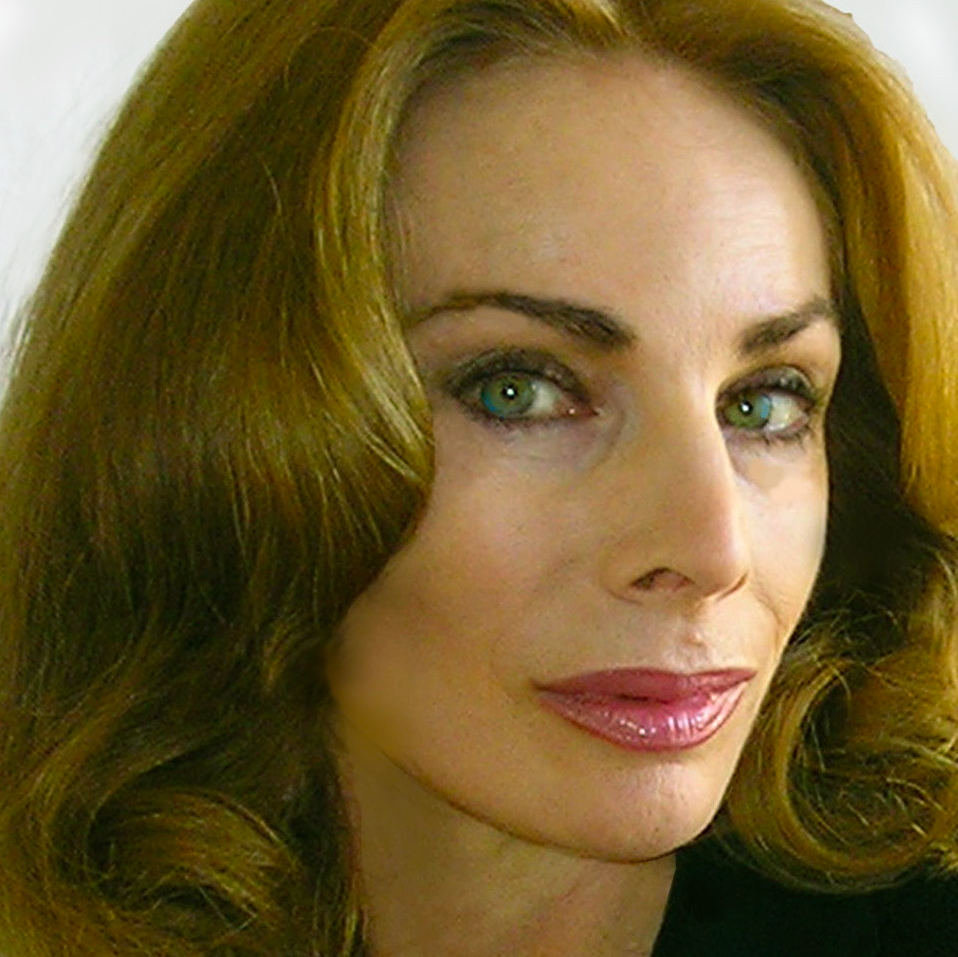

Natasha Vita-More (febrero de 1950 como Nancie Clark) es una diseñadora estratégica, autora, oradora e innovadora dentro del marco científico y tecnológico de la mejora humana y la extensión de la vida. Sus intereses se encuentran dentro de los usos éticos de la ciencia y la tecnología y las implicaciones sociopolíticas de los avances revolucionarios que afectan el futuro de la humanidad.

## Temprana edad y educación
Vita-More nació en Bronxville, Nueva York en 1950, como Nancy Clark.
Vita-More, que realiza su tesis doctoral en Planetary Collegium, está titulada en prospectiva y en multimedia. En 1982, escribió el Manifiesto transhumano y la Declaración de las artes transhumanistas, produjo el programa de televisión por cable "TransCentury / Transhuman UPdate" sobre la transhumanidad, que alcanzó una audiencia de 100.000 espectadores en Los Ángeles y Telluride, Colorado. Su Futures Podcast trata de la cultura del transhumanismo y el futurismo. Fue presidente del Instituto Extropiano, que cerró en 2006.

## Trabajo
Es autora de Crear / Recrear: la 3.ª Cultura del Milenio sobre la emergente cultura cibernética y el futuro del humanismo y las artes y las ciencias.
Ella es coeditora y autora colaboradora de, The Transhumanist Reader: Classical and Contemporary Essays on the Science, Technology, and Philosophy of the Human Future.
Su proyecto "futuro Primo 3M + 2001" diseño físico en 3D para la superlongevidad en una lengua irónica se basa en la nanotecnología y la IA.

## Carrera
El New York Times la describió como "la primera mujer filósofa transhumanista" y fue descrita como "un objeto de deseo sobrehumano que combina a Madonna, Schwarzenegger y Marcel Duchamp" en el Atlantic Monthly.